# Adas (Band)
Adas ist eine Musikgruppe aus Germering bei München. Ihre Eigenkompositionen werden zur Musik der Mittelalterszene gerechnet, sind aber ebenso dem Folk zuzuordnen, wobei sich Adas nicht nur auf eine Stilrichtung beschränkt, sondern vielfältig von spanischen bis hin zu irischen Einflüssen inspirieren lässt.
Die im Jahr 2000 gegründete Band tritt regelmäßig auf Veranstaltungen und Festivals der Mittelalter- und Folkszene auf und wurde auch durch ihre in den Jahren 2007 und 2010 veröffentlichten Studioalben bekannt. Nach Ausscheiden von zwei Bandmitgliedern im Herbst 2012 musste ein noch für das gleiche Jahr geplantes weiteres Album zurückgestellt werden. Das verbliebene Trio zeigte in der Folgezeit eine Bühnenshow mit neu instrumentierten Stücken aus dem bis dahin entstandenen Repertoire. Ihr drittes Album präsentierte Adas schließlich im März 2017.

## Bedeutung des Namens
Der Bandname leitet sich vom spanischen „hadas“ ab. Das mit stummem h gesprochene Wort bedeutet übersetzt „Feen“ oder „Elfen“.

## Geschichte
Adas wurde von den deutsch-spanischen Zwillingsschwestern Angelika und Stefania Voigt mit Delia Göbel und Andi Scharf im Jahr 2000 als Folk-Band bei München gegründet. Im Jahr 2004 schloss sich noch die Geigerin Jessy Schmidt an. Die erste Tonträgeraufnahme war die EP Cuentos de Adas von 2005. Produziert wurde sie als Heimprojekt durch den befreundeten Musiker Oliver Pade, den Gründer der Band Faun. Der Verkauf, als Geheimtipp in der Mittelalter- und Folkszene, übertraf die Erwartungen, weshalb die CD mehrfach in Nachproduktion ging. Nach etwas mehr als 2000 Exemplaren wurde sie mit dem Erscheinen des ersten Studioalbums im Jahr 2007 eingestellt.
Das Debütalbum Gezeiten, produziert von Hubert „Hubsi“ Widmann (ehem. Schandmaul, Faun, Furunkulus) bei Zerberus Music, bescherte Adas positive Rezensionen und brachte sie ab 2008 auch in die Playlisten unabhängiger Radiosender. Im gleichen Jahr schloss sich Martina Geelhaar als weiteres Mitglied der Band an. Neben verstärkter Medienpräsenz und einer zunehmenden Zahl von Auftritten in Konzerthallen, auf Festivals, Kulturevents und Folkkonzerten in Deutschland, Österreich, Schweiz, Irland und Spanien erschienen Songs der Band auch auf diversen Samplern (u. a. Zillo, Sonic Seducer).
Ihr zweites Studioalbum Echo, erneut mit Hubsi Widmann bei Zerberus Music produziert, erschien im Frühjahr 2010. Darauf präsentierten sie Eigenkompositionen in noch größerer stilistischer Bandbreite. Mit den Verkaufszahlen stieg auch der Bekanntheits- und Verbreitungsgrad über die Mittelalterszene und Deutschland hinaus. In den darauffolgenden Monaten waren Lieder aus Echo auf CD-Beigaben verschiedener deutschsprachiger Zeitschriften für Indie-Musik enthalten, wurden in die Playlisten von Mittelaltermärkten, Gothic-Clubs und Online-Radios der Folk-, Rollenspiel- und Mittelalterszene aufgenommen und fanden Verwendung als Soundtrack bei Feuershows, wie im Rahmen der Kaltenberger Gauklernacht oder dem Kaltenberger Ritterturnier. Das Island-Special der ZDF-Serie Forsthaus Falkenau griff zur Untermalung auf Musik von Adas zurück. Es folgten Live-Auftritte und Interviews bei Radiosendern, wie bei Radio Charivari 95.5 München, LORA München oder German Gothic Radio und der Erfolg von Echo war Anlass für einige Features, Beiträge, Reviews, Interviews, Artikel und die Veröffentlichung von Tourdaten in den Musikzeitschriften Zillo, Sonic Seducer, Miroque, Folker, Orkus und in den Zeitschriften für Living History, Historia et Gaudium und Karfunkel.
2012 sollte eigentlich Adas’ drittes Studioalbum erscheinen. Im Herbst 2012 verließen jedoch Andi Scharf und Delia Göbel die Band. Angelika und Stefania Voigt sowie Martina Geelhaar beschlossen, die Band zu dritt mit neu instrumentierten Arrangements der beliebtesten Adas-Stücke und mit einer neuen Bühnenshow weiterzuführen, die bei ihrem alljährlichen Konzert im Spectaculum Mundi auf dem Festival Musica Antiqua Viva des Jahres 2013 Premiere feierte. Ein drittes Album unter dem Namen Nornir stellten die drei verbliebenen Bandmitglieder im März 2017, erneut beim Musica Antiqua Viva vor.
Seit ihrem Auftritt am 30. März 2019 im Spectaculum Mundi ist es um die Formation ruhig geworden. Über Twitter und Facebook wurde von der Band seit April 2019 keine neue Nachricht mehr veröffentlicht und die Website www.adas-music.de noch im gleichen Jahr abgeschaltet.

## Stil
Trotz der offiziellen Einschätzung des Stils als „Celtic & Spanish Folk“ sind die fünf Musikerinnen von Adas keine Folk-Band im traditionellen Sinne. Neben Eigenkompositionen und spanischen und irischen Traditionals finden sich im Repertoire der Band auch Vertonungen alter Texte aus Märchen, Sagen und Mythen. Die Instrumentierung mit Laute, Harfe, Bouzouki, Geige und Low Whistles rückt die Musik in die Nähe der Mittelaltermusik. Die Band selbst bezeichnet ihren Stil als „Elvenfolk“.
Die Texte stammen aus sehr unterschiedlichen Sprachen, darunter Althochdeutsch, Mittelhochdeutsch, Altisländisch, Latein, Spanisch, Galicisch, Gälisch, Englisch oder Altenglisch. Unter anderem vertonten Adas Gedichte von Federico García Lorca, William Shakespeare, Walther von der Vogelweide, William Butler Yeats und Ovid. Adas erzählen Geschichten aus einer sagenumwobenen, mythischen Welt. So gibt es etwa mit Lullaby ein Schlaflied, welches die Elfen in Shakespeares A Midsummer Night’s Dream ihrer Königin Titania singen. The Legend of Knockgrafton ist die Vertonung eines Märchens von William Butler Yeats über einen buckligen Korbflechter, der so schön sang, dass die Elfen ihn von seinem Buckel befreiten. A Lavandeira ist ein galicisches Lied über den grausamen Fluch der Waschfrauen, die für immer dazu verdammt sind, ihre blutigen Laken im Fluss auszuwaschen. Merigarto ist die Vertonung einer der ersten überlieferten Erdbeschreibungen in Althochdeutsch. Die Absicht, Geschichten zu erzählen, wird schon im ersten Album Gezeiten deutlich, dass man wohl als Konzeptalbum bezeichnen darf, denn hier dreht sich alles um das Thema Wasser.

## Konzerte
Live hören und sehen konnte man Adas zu Anfang auf zahlreichen deutschen Mittelaltermärkten, wie beispielsweise dem Hofmarkfest in Pertenstein, dem Ritter-Markt in Amerang, dem Festival-Mediaval in Selb sowie regelmäßig auf dem Musica Antiqua Festival im Spectaculum Mundi oder auf der Langen Nacht der Musik in München.
Live spielten Adas später mit zunehmender Bekanntheit ihr Album Echo und Lieblinge aus Gezeiten in der darauf folgenden Zeit unter anderem im Vorprogramm von Blackmore’s Night im Johannes-Brahms-Saal der Stadthalle Karlsruhe, auf großen Festivals wie dem Festival Mediaval in Selb, dem Elf Fantasy Fair im niederländischen Arcen, dem Münchner Tollwood-Festival und dem Festival Musica Antiqua Viva, dem Uferlos-Festival in Erding, dem Kulturknall-Festival in Murnau, dem SommerSound-Festival in Gelsenkirchen, dem Woodroot-Festival im österreichischen Schwaz, in Kulturhäusern und Konzertsälen, z. B. in der „Blackbox“ des Gasteig München und dem Stadtsaal in Burghausen, an Pilgerstätten des Irish Folk (Stemmerhof, Cobbler’s, Greenfarm Festival), an so ungewöhnlichen Schauplätzen wie der Kopfklinik des Universitätsklinikums Heidelberg im Rahmen eines Projekts für Patienten mit Cochlea-Implantat, Kirchen, Burgen, irischen Gottesdiensten, dem Kelten-Römer-Museum in Manching, zwischen den Büchern der Münchner Stadtbibliothek und den Katakomben der Stadthalle Germering, auf dem Bajuwarenhof Kirchheim und vor den splitternackten Badegästen auf einer Bühne mitten auf dem Wasser in der Therme Erding und auf zahlreichen bekannten Mittelalterevents in Deutschland, Österreich und der Schweiz (unter anderem in Burghausen, Hanau, Bad Langensalza, Regensburg, München, Furth im Wald, Iffezheim, Amerang, Pertenstein, Schwaz, Oberkapfenberg, Wil, Thun, Lenzburg). Daneben gab es weitere Konzerte in Zusammenarbeit mit den Kollegen von Furunkulus, Nachtwindheim oder Wolfenmond, sowie Auftritte auch in Österreich, Schweiz und Spanien.

## Diskografie
Alben
- 2007: Gezeiten (Zerberus)
- 2010: Echo (Zerberus)
- 2017: Nornir (Zerberus)

EPs
- 2005: Cuentos de Adas

Kompilationsbeiträge

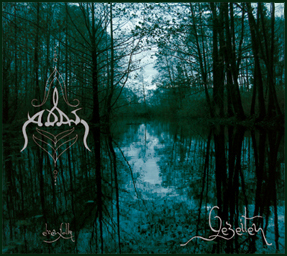
Gezeiten

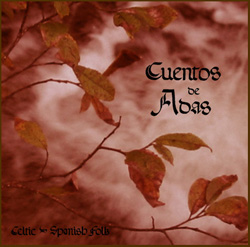
Cuentos de Adas

- 2005: A Lavandeiza auf Pax Musik Edition Volume 3 (pax et gaudium; Heftbeilage)
- 2006: Merigarto auf Mittelalter Special (Zillo; Heftbeilage)
- 2007: Lullaby auf Spielmanns Tränen II (Zillo)
- 2008: Runatál auf Cold Hands Seduction Vol. 81 (Sonic Seducer, Heftbeilage)
- 2010: Gráinne O'máille auf Cold Hands Seduction Vol. 108 (Sonic Seducer, Heftbeilage)
- 2010: Eis Selenen auf Best of Pagan Folk (Screaming Banshee/Al!ve)
- 2010: Echo [Zillo Version] auf 2010 Mittelalter-Facetten 2 (Zillo; Heftbeilage)
- 2010: Eis Selenen auf 2010 Mittelalter-Facetten 3 (Zillo; Heftbeilage)
- 2011: Syrênen Sange auf Zillo Medieval – Mittelalter und Musik II (Zillo; Heftbeilage)
- 2012: Blackbird auf Zillo Medieval – Mittelalter und Musik (Zillo; Heftbeilage)
- 2014: Ich fliege weg [feat. Separate] (Juice-CD No 126, Heftbeilage)

## Pressestimmen
„Mit „Gezeiten“ legen Adas ein durchdachtes, hochwertiges Mittelalter-Folk-Album vor, das durchweg auf hohem musikalischem Niveau gehalten wird ... Gewünscht hätte man sich aber noch ein, zwei Stücke, die sich klanglich deutlicher von den übrigen abheben und als musikalische Eckpfeiler den Wiedererkennungswert der Band steigern.“

„„Gezeiten“ ... Das Gesamtbild der altertümlichen Faszination klingt durchweg gelungen. Die Band versteht es, ihre archaischen Klangbilder fast minimalistisch zu einem wunderschönen Gemälde zu formen. Man geht auch mal den schwierigen Weg und lässt die Songs leicht schräg erklingen, jeniges wird vor allem in den südeuropäischen, verschränkt Chanson-artigen Stücken deutlich.“